# Джебла-Центр
Джебла-Центр (араб. ناحية مركز جبلة‎‎) — нохія у Сирії, що входить до складу району Джебла провінції Латакія. Адміністративний центр — м. Джебла.
| Сирія | Це незавершена стаття з географії Сирії. Ви можете допомогти проєкту, виправивши або дописавши її. |